# 30888 Okitsumisaki
30888 Okitsumisaki è un asteroide della fascia principale. Scoperto nel 1993, presenta un'orbita caratterizzata da un semiasse maggiore pari a 2,8721884 UA e da un'eccentricità di 0,2376509, inclinata di 4,08538° rispetto all'eclittica.